# 完颜守贞
完颜守贞（?—?），中国金朝皇族，女真名完颜左靥，完颜希尹的孙子。金世宗时一度被启用，金章宗时官至参知政事、平章政事。
他通律法，知朝典。参与制定刑法政治制度。后被排挤，在知济南府任上去世。